# Marmot (компанія)
Marmot — американська компанія, що спеціалізується на виробництві одягу для активного відпочинку та спортивного спорядження. Компанія була заснована в 1974 році під назвою "Marmot Mountain Works". Вона була створена в Гранд-Джанкшн, штаті Колорадо, місцевим жителем Томом Бойсом і двома студентами Університет Каліфорнії в Санта-Крузі, Девідом Хантлі та Ерік Рейнольдсом, які поділяли спільну мету — виготовляти власне альпіністське спорядження.

## Історія
Marmot спочатку почала свою діяльність як невелика компанія, що створювала власне альпіністське спорядження в штаті Колорадо. Заснована у 1974 році, компанія отримала назву "Marmot Mountain Works", що відображало їхнє прагнення виробляти продукцію високої якості для любителів активного відпочинку. Їхній фокус був на створенні технічного одягу та спорядження для альпіністів і мандрівників. У перші роки компанія виробляла спеціалізовані куртки та спальні мішки з пір'я, що були надзвичайно популярні серед альпіністів завдяки своїй легкості та теплоті.
У процесі розширення асортименту компанія почала виробляти одяг і спорядження для інших видів активного відпочинку, таких як лижники, туристи та кемпери. Продукція компанії стала відома своєю надійністю та інноваційними матеріалами, що відрізняли її від конкурентів. Одним з таких інноваційних рішень стало використання матеріалу Gore-Tex, що дозволило створити водонепроникний, але при цьому дихаючий одяг. Ця технологія була революційною для outdoor-індустрії, і стала одним із основних аспектів успіху бренду.
Протягом 1980-х років компанія здобула популярність не тільки в США, але й на міжнародному ринку, активно продаючи свою продукцію за кордоном. Marmot поступово зміцнювала свою репутацію як бренд, що виробляє продукцію високої якості, здатну витримати екстремальні умови. Вона продовжувала впроваджувати нові технології, щоб поліпшити функціональність і комфорт своїх виробів, одночасно розширюючи асортимент: окрім курток та спальних мішків, з'явилися рюкзаки, намети, трекінгові чоботи та інше спорядження.
На початку 1990-х років, після кількох років зростання і розширення, Marmot стала однією з найбільших компаній у сфері outdoor-продукції в США та за кордоном. Водночас компанія почала активно працювати над новими інноваціями у тканинах і матеріалах для одягу та спорядження, що дозволяло їй залишатися на передовій індустрії активного відпочинку.
У 1994 році Marmot була придбана компанією Newell Brands, глобальним конгломератом, що дало їй можливість розширити свою діяльність і зберегти свою репутацію як один з лідерів ринку outdoor-одягу та спорядження. Незважаючи на зміну власника, компанія продовжувала функціонувати як окремий бренд, зберігаючи свій фокус на якості, інноваціях і високих стандартах для своїх продуктів.